# Stefan Rohringer
Stefan Rohringer (* 1967) ist ein deutscher Musiktheoretiker und Hochschullehrer.

## Leben
Stefan Rohringer studierte Schulmusik, Klavier, Tonsatz, Hörerziehung, Musikwissenschaft und Geschichte in Köln. Er ist Professor für Musiktheorie an der Hochschule für Musik und Theater München und hat verschiedene Veröffentlichungen zu musiktheoretischen und musikpädagogischen Fragestellungen vorgelegt. Von 2004 bis 2008 war er Präsident der Gesellschaft für Musiktheorie (GMTH) und von 2006 bis 2015 Mitherausgeber der Zeitschrift der Gesellschaft für Musiktheorie (ZGMTH).

## Weblink
- Liste der Publikationen von Stefan Rohringer nach der Bibliographie des Musikschrifttums am Staatlichen Institut für Musikforschung Berlin.